# Taxeotis thegalea
Taxeotis thegalea là một loài bướm đêm trong họ Geometridae.